# Frente Cívico y Social de Catamarca
El Frente Cívico y Social de Catamarca es una alianza de diversos partidos políticos formado en 1991. Este frente gobernó la Provincia de Catamarca por 20 años, entre 1991 y 2011, y actualmente lidera la oposición al gobierno provincial. Desde el año 2015 esta coalición es referente en Catamarca de Juntos por el Cambio.

## Origen
El Frente Cívico y Social se creó como una alianza que permitiera a la oposición enfrentar a los Saadi que venían gobernando la provincia desde 1983, Arnoldo Aníbal Castillo quien lideraba al Radicalismo en la provincia planteó esta idea a varios partidos opositores al gobierno de Ramón Eduardo Saadi y de su padre que había fallecido en 1988 y varios opositores aceptaron formar esta alianza, así se logró conformar el Frente Cívico y Social, liderado por el radicalismo.
Ese mismo año 1991 Arnoldo Aníbal Castillo ganó las Elecciones a Gobernador y fue reelecto en 1995.
Para las Elecciones a Gobernador 1999 su hijo Oscar Castillo fue elegido Gobernador para el periodo 1999-2003.En 2004 fue denunciado por "mal desempeño de funciones" y "malversación de fondos".En el Año 2003 el Frente Cívico y Social eligió al Senador Nacional Eduardo Brizuela del Moral como su candidato a Gobernador y quien ganó las Elecciones con 57.528 votos frente a los 51.387 del Frente Justicialista, Brizuela del Moral tuvo una gran gestión y fue reelecto en el año 2007 esta vez en alianza con el Frente para la Victoria, en el 2011 el Frente Cívico pierde su primera Elección a Gobernador después de 20 años.
En las Elecciones Legislativas del 2013 el partido Propuesta Republicana apoyo al Frente Cívico y Social. En el año 2015 se forma la alianza Frente Cívico y Social-Cambiemos

## Partidos

### Presentes
- Unión Cívica Radical (Partido Fundador).
- Movilización (Partido Fundador).
- Propuesta Republicana desde 2013.
- Nuevo Espacio de Opinión desde 2015.
- Coalición Cívica ARI desde 2015.
- Partido Fe desde 2015.
- Unión del Centro Democrático desde 2021.

### Pasados
Desde que se formó la Alianza Frente Cívico y Social muchos partidos lo han integrado y apoyado algunos de los partidos que lo integraron fueron:
- 1993-2003 — Frente Grande
- 2003-2009 — Recrear para el Crecimiento, Partido de Unidad Catamarqueña y el Partido Democracia Popular por el Frente Social
- 2005-2009 — Movimiento de Integración y Desarrollo
- 2007 — Movimiento Libres del Sur
- 2007-2009 — Unificación Populista
- 2009 — Movimiento Popular Catamarqueño y el Partido Nacionalista Constitucional
- 2009-2011 — Unión Celeste y Blanco
- 2011 — Partido Popular
- 2013 — Movimiento de Acción Vecinal
- 1991-2019 — Partido Socialista (Partido Fundador).

## Representantes

### Diputados y Senadores Provinciales[1]
Senadores Provinciales (2)
- Jorge Daniel Malnis (Valle Viejo)
- Bernardo David Quintar (Tinolasta)

Diputados Provinciales (18)
- Paola Bazan
- Analia Brizuela
- María Silvana Carrizo
- María Teresa Colombo
- Juana Fernández
- Simón Hernández
- Rubén Herrera
- Luis Lobo Vergara
- Víctor Luna
- Rubén Manzi
- Carlos Molina Olivera
- Arcira del Valle Moreno
- Marisa Noblega
- Verónica Rodríguez Calascibetta
- Jorge Sosa
- Humberto Valdez
- Miguel Vazquez Sastre
- Claudia Vera

### Diputados y Senadores Nacionales
El FCySC tiene 1 de las 3 bancas que representa a Catamarca en el Senado Nacional y tenía 3 de las 5 bancas que representaba a la provincia en la Cámara de Diputados Nacional. Actualmente tiene 2 Diputados Nacionales tras perder una de las dos bancas en juego en las Elecciones Legislativas 2017.
Senadores Nacionales (1)
- Oscar Castillo desde 2003.

Diputados Nacionales (2)
- Eduardo Brizuela del Moral desde 2013.
- Amado Quintar desde 2015. falleció el 12 de diciembre de 2016 fue remplazado por Orieta Vera de la Coalición Cívica ARI (Cambiemos)

## Resultados electorales

### Gobernador y vicegobernador
|  | 49.07 % |

|  | 53.03 % |

|  | 52.60 % |

|  | 50.78 % |

|  | 59.36 % |

|  | 45.59 % |

|  | 41.48 % |

## Elecciones nacionales

### Elecciones Legislativas de 2013 (Diputados Nacionales)
| Primer Candidato           | Partido                                      | Votos  | Porcentaje |
| -------------------------- | -------------------------------------------- | ------ | ---------- |
| Eduardo Brizuela del Moral | Frente Cívico y Social                       | 77.886 | 40,01%     |
| Néstor Tomássi             | Frente para la Victoria                      | 75.318 | 38,69%     |
| Luis Barrionuevo           | Frente Tercera Posición. Unidad Catamarqueña | 36.509 | 18,75%     |
| Ariel López                | Partido Obrero                               | 4.960  | 2,55%      |

- FCyS - 2: Eduardo Brizuela del Moral, Myrian Juárez.
- FPV - 1: Néstor Tomássi.

### Elecciones Legislativas de 2015 (Senadores y Diputados Nacionales)
En la provincia de Catamarca se realizaron elecciones de senadores y diputados nacionales. Las elecciones fueron ganadas por el Frente para la Victoria con 50,65% para senadores (2 cargos) y 50,49% para diputados (1 cargo). Los dos senadores fueron Dalmacio Vera e Inés Blas, mientras que la diputada fue Verónica Mercado. Los tres integran el bloque Frente para la Victoria PJ en sus respectivas cámaras.
La segunda fuerza fue el Frente Cívico y Social de Catamarca, que obtuvo el 38,89% a senador y el 40,20% a diputados, obteniendo un cargo en cada caso. El senador fue Oscar Castillo (FCySC) y el diputado Amado Quintar (FCySC). Ambos integran bloques exclusivos de esa fuerza provincial en cada una de las cámaras.
Hubo una gran cantidad de votos en blanco que superó el 18%.
| Elecciones legislativas nacionales Catamarca 2015 Electores hábiles: 294.202 | Elecciones legislativas nacionales Catamarca 2015 Electores hábiles: 294.202 | Elecciones legislativas nacionales Catamarca 2015 Electores hábiles: 294.202 | Elecciones legislativas nacionales Catamarca 2015 Electores hábiles: 294.202 | Elecciones legislativas nacionales Catamarca 2015 Electores hábiles: 294.202 | Elecciones legislativas nacionales Catamarca 2015 Electores hábiles: 294.202 | Elecciones legislativas nacionales Catamarca 2015 Electores hábiles: 294.202 |
| Fuerza política                                                              | Senadores                                                                    | Senadores                                                                    | Senadores                                                                    | Diputados                                                                    | Diputados                                                                    | Diputados                                                                    |
| Fuerza política                                                              | Votos                                                                        | %                                                                            | Cargos                                                                       | Votos                                                                        | %                                                                            | Cargos                                                                       |
| ---------------------------------------------------------------------------- | ---------------------------------------------------------------------------- | ---------------------------------------------------------------------------- | ---------------------------------------------------------------------------- | ---------------------------------------------------------------------------- | ---------------------------------------------------------------------------- | ---------------------------------------------------------------------------- |
| Frente para la Victoria                                                      | 97.872                                                                       | 50,65                                                                        | 2                                                                            | 97.349                                                                       | 50,49                                                                        | 1                                                                            |
| Frente Cívico y Social de Catamarca                                          | 77.091                                                                       | 38,89                                                                        | 1                                                                            | 77.507                                                                       | 40,20                                                                        | 1                                                                            |
| Frente Tercera Posición                                                      | 18.283                                                                       | 9,46                                                                         |                                                                              | 17.949                                                                       | 9,31                                                                         |                                                                              |
| Votos positivos                                                              | 193.246                                                                      | 81,34                                                                        | 192.805                                                                      | 81,15                                                                        |                                                                              |                                                                              |
| Votos en blanco                                                              | 43.720                                                                       | 18,40                                                                        | 44.167                                                                       | 18,59                                                                        |                                                                              |                                                                              |
| Votos anulados                                                               | 618                                                                          | 0,26                                                                         | 612                                                                          | 0,26                                                                         |                                                                              |                                                                              |
| Votos totales                                                                | 237.584                                                                      | 100,00                                                                       | 237.584                                                                      | 100,00                                                                       |                                                                              |                                                                              |
| % de votantes s/ electores hábiles                                           |                                                                              | 80,76                                                                        |                                                                              | 80,76                                                                        |                                                                              |                                                                              |
| Fuente: Dirección Nacional Electoral.                                        |                                                                              |                                                                              |                                                                              |                                                                              |                                                                              |                                                                              |

### Elecciones Legislativas de 2017 (Diputados Nacionales)
| Frente Justicialista para la Victoria                        | 95.927  | 47,84  | 2 | Gustavo Saadi Silvia Ginocchio |
| Frente Cívico y Social Cambiemos                             | 83.937  | 41,86  | 1 | Eduardo Brizuela del Moral     |
| Frente de Unidad Ciudadana                                   | 11.935  | 5.95   | 0 |                                |
| Partido Obrero                                               | 8.715   | 4,35   | 0 |                                |
| Votos positivos                                              | 200.514 | 89,68  |   |                                |
| Votos en blanco                                              | 19.633  | 8,92   |   |                                |
| Votos anulados                                               | 3.135   | 1,40   |   |                                |
| Votos totales                                                | 223.282 | 100,00 |   |                                |
| % de votantes s/ electores hábiles                           |         | 71,67  |   |                                |
| Fuente: Escrutinio Definitivo. Dirección Nacional Electoral. |         |        |   |                                |